# Pourquoi le poulet a-t-il traversé la route ?
« Pourquoi le poulet a-t-il traversé la route ? » est une question, et un ensemble de réponses humoristiques, d'origine britannique. Chaque réponse explique les raisons qui poussent le poulet à se rendre de l'autre côté, selon le point de vue de la personne répondant à la question.

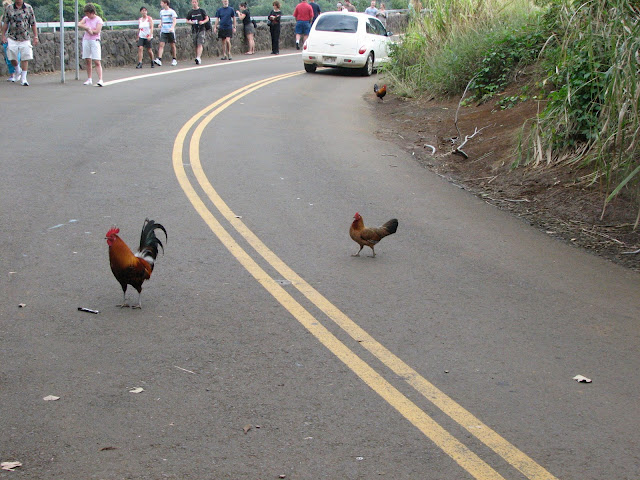
Pourquoi le poulet a-t-il traversé la route ?

Il s'agit d'un exercice de style visant à parodier des personnalités (ou groupes, ou religions, ou même systèmes informatiques), en s'inspirant souvent de leurs propres citations. Ce mème est généralement présenté de la façon suivante : on imagine une situation dans laquelle un poulet traverse la route. La question posée est : « Pourquoi ce poulet a-t-il traversé la route ? ». Une réponse différente sera apportée selon les personnalités censées répondre à la question.

## Historique
La plaisanterie semble déjà répandue dans les années 1890 aux États-Unis. On en retrouve une version dans le magazine ((Potter's American Monthly de 1892 : « Why should not a chicken cross the road? It would be a fowl proceeding » (jeu de mots sur « foul (proceeding) » (faute) et « fowl » (volaille)).
On en retrouve aussi des mentions au cinéma, par exemple en 1951 dans le film L’Odyssée de l’African Queen (la question est posée par Humphrey Bogart), ou en 1957 dans le film Drôle de frimousse. Le mème fait son apparition sur Usenet et sur des BBS. On le retrouve ensuite sur internet vers 1993. Nombreux sont les internautes expérimentés qui se souviennent avoir entendu ou lu ces blagues depuis des années. Leur omniprésence (et la simplicité de la construction qui fait appel à la popularité de certains aspects simplifiés de la culture commune - les positions philosophiques et culturelles y sont ramenées à un corpus minimum) alimente facilement des opinions qui réduisent ce mème à une blague de potache. Quoi qu'il en soit, c'est un exemple presque parfait de la manière dont Internet accélère la distribution d'un mème au-delà de ses frontières d'origine. Simultanément, le média lui-même permet d'en observer l'historique et les évolutions successives.

## Exemples
Les réponses sont inventées dans le style de :
- Albert Einstein : Le fait que ce soit le poulet qui traverse la route ou que ce soit la route qui se meuve sous le poulet dépend uniquement de votre référentiel.
- Charles Darwin : Les poulets, au travers de longues périodes, ont été naturellement sélectionnés de telle sorte qu'ils soient génétiquement enclins à traverser les routes.
- Isaac Asimov : La troisième loi des Poulets énonce qu'un poulet doit protéger sa propre existence sauf si cette protection le force à désobéir à un ordre humain ou à blesser un humain.